# GEM (ген)
GEM (англ. GTP binding protein overexpressed in skeletal muscle) – білок, який кодується однойменним геном, розташованим у людей на короткому плечі 8-ї хромосоми. Довжина поліпептидного ланцюга білка становить 296 амінокислот, а молекулярна маса — 33 949.
| 10         |  | 20         |  | 30         |  | 40         |  | 50         |
| ---------- |  | ---------- |  | ---------- |  | ---------- |  | ---------- |
| MTLNNVTMRQ |  | GTVGMQPQQQ |  | RWSIPADGRH |  | LMVQKEPHQY |  | SHRNRHSATP |
| EDHCRRSWSS |  | DSTDSVISSE |  | SGNTYYRVVL |  | IGEQGVGKST |  | LANIFAGVHD |
| SMDSDCEVLG |  | EDTYERTLMV |  | DGESATIILL |  | DMWENKGENE |  | WLHDHCMQVG |
| DAYLIVYSIT |  | DRASFEKASE |  | LRIQLRRARQ |  | TEDIPIILVG |  | NKSDLVRCRE |
| VSVSEGRACA |  | VVFDCKFIET |  | SAAVQHNVKE |  | LFEGIVRQVR |  | LRRDSKEKNE |
| RRLAYQKRKE |  | SMPRKARRFW |  | GKIVAKNNKN |  | MAFKLKSKSC |  | HDLSVL     |

A: Аланін

C: Цистеїн

D: Аспарагінова кислота

E: Глутамінова кислота

F: Фенілаланін

G: Гліцин

H: Гістидин

I: Ізолейцин

K: Лізин

L: Лейцин

M: Метіонін

N: Аспарагін

P: Пролін

Q: Глутамін

R: Аргінін

S: Серин

T: Треонін

V: Валін

W: Триптофан

Кодований геном білок за функцією належить до фосфопротеїнів. 
Білок має сайт для зв'язування з нуклеотидами, молекулою кальмодуліну, ГТФ. 
Локалізований у клітинній мембрані, мембрані.